# Alraune (1952)
Alraune ist ein deutscher Horrorfilm von Arthur Maria Rabenalt aus dem Jahr 1952. Der Film basiert auf dem 1911 erschienenen Roman Alraune. Die Geschichte eines lebenden Wesens von Hanns Heinz Ewers. Es ist die sechste Verfilmung des Romans. Hildegard Knef ist in der Hauptrolle der Alraune zu sehen.

## Handlung
Der junge Medizinstudent Frank Braun verliebt sich in Alraune, die angebliche Tochter seines Onkels Professor Jakob ten Brinken. Als sein Onkel von der Beziehung erfährt, offenbart er seinem Neffen, dass Alraune kein natürlicher Mensch, sondern das Produkt eines wissenschaftlichen Experiments sei, bei dem die Erbanlagen eines Doppelmörders und einer Prostituierten gekreuzt worden seien. Entsetzt von dieser Enthüllung lässt Frank seine Geliebte zurück, ohne noch einmal mit ihr zu sprechen. Er verlobt sich mit einer anderen Frau und reist dann nach Paris, um sein Studium zu beenden. Ihrem Erzeuger, Professor ten Brinken, bringt Alraune Reichtum und Erfolg. Auf einem scheinbar wertlosen Acker, den der Professor auf Alraunes Rat hin kauft, sprudelt eine wertvolle Mineralquelle, die es ihm ermöglicht, ein Heilbad zu eröffnen.
Alraune, verletzt und verunsichert von Franks Zurückweisung, reagiert aggressiv und beginnt ihre Ausstrahlung auf Männer auszunutzen, um diese gegeneinander auszuspielen, und verursacht so den Tod dreier ihrer Verehrer. Eine ihr lästige Gouvernante wird entlassen, weil der Hausarzt ihr eine gestohlene Halskette unterschob, um Alraunes Gunst zu erwerben. Franks Verlobte versucht sich das Leben zu nehmen, weil Alraune Franks Briefe abfängt und der Verlobten vormacht, Frank sei nur an ihr, Alraune, interessiert.
Als Frank, der von all dem nichts weiß, Alraune schließlich doch heiraten will, wird durch die Liebe, die sie für Frank empfindet, ihre Magie gebrochen. Die Mineralquelle versiegt. Als Alraune von Professor ten Brinken das Geheimnis ihrer wahren Herkunft erfährt, der dadurch hofft, sie nicht zu verlieren, ist es bereits zu spät. Professor ten Brinken erschießt Alraune, um die Hochzeit zu verhindern, und wird deshalb zum Tode verurteilt.

## Produktionsnotizen
Die Dreharbeiten fanden im Juni 1952 im Atelier der Bavaria-Film in Geiselgasteig mit Außenaufnahmen von München und Umgebung statt. Produktionsfirma war die Deutsche Styria-Film, München in Gemeinschaft mit Carlton Film, München. Für die Bauten war Robert Herlth zuständig, die Produktionsleitung lag in den Händen von Otto Lehmann. Arbeitstitel des Films war Geliebte zwischen Lust und Gier. Der Erstverleih des Films erfolgte durch die Gloria-Filmverleih GmbH, München. Die Uraufführung des Films fand am 23. Oktober 1952 im Europa-Filmpalast in Düsseldorf statt. In den USA war der Film an Februar 1957 zu sehen.

## Kritik
Das Lexikon des internationalen Films urteilte, dass der Film zwar nicht „die Faszination“ der vorhergehenden Verfilmungen von 1919 und 1927 des zugrundeliegenden Romans erreiche, aber „dennoch in der düsteren Bildwirkung durchaus beeindruckend“ sei.
Kino.de meint: „Die fünfte Adaption von Hanns Heinz Ewers erotisch-phantastischem Roman, 1952 unter der Regie von Arthur Maria Rabenalt entstanden. An die Qualität der beiden Stummfilmversionen von Michael Curtiz (1918) bzw. Henrik Galeen (1928) reicht diese ebenfalls sehr düstere Verfilmung nie heran, verfügt aber mit Erich von Stroheim als Mediziner sowie Hildegard Knef als verführerische Titelheldin zumindest über ein exzellentes Hauptdarstellerduo. Den „armen“ Frank gibt der überzeugende, hier noch nicht „Sissi“-geschädigte Karlheinz Böhm.“

## DVD und Blu-ray
Der Film erschien am 6. Juli 2007 bei Arthaus auf DVD sowie am 7. November 2008 bei Kinowelt Home Entertainment Ein Wiedersehen mit Hildegard Knef mit Die Sünderin und Alraune, mit 28-seitigem Booklet mit Starinformationen.
In der Reihe Phantastische Filmklassiker brachte Anolis den Film am 23. Januar 2023 als Mediabook in den Handel. Die Softbox erschien am 17. Februar 2023.